# 春澄善縄
春澄 善縄（はるすみ の よしただ）は、平安時代初期から前期にかけての公卿・学者。氏姓は猪名部造のち春澄宿禰、春澄朝臣。字は名達（めいたつ）。周防国大目・猪名部豊雄の長男。官位は従三位・参議。

## 経歴

### 生い立ち
猪名部氏（猪名部造）は物部氏の庶流にあたるが、祖父・猪名部財麿は伊勢国員弁郡少領、父・豊雄は従八位下・周防大目という、白丁（庶民）ではないものの、官人としては最も低い階層の出自であった。善縄は幼い頃から聡明であり、その才能に気付いた祖父は善縄を大切に育て、教育のために家の財産を惜しまずにつぎ込んだという。
弘仁7年（816年）に大学寮に入って文章生となる。当時、文章科（後の紀伝道）を学ぶ文章生は下級役人（雑任）や白丁の子弟が入学を許された数少ない学科であった。ところが文章科で専攻していた正史・漢詩に対する貴族階層の関心の高揚を背景に、弘仁11年（820年）従来の方針を一転して文章生は「良家（公卿）子弟」のみに限定する規定が定められ、従来の白丁・雑任出身の文章生は対策を受ける権利を事実上剥奪されることとなった。だが、春澄はそれにめげることなく学業に勤しみ、熱心に学問を修める様子は、当時の学問を好む誰もが遠く及ばないものであった。
天長年間初頭に文章博士・都腹赤らの奔走により、淳和天皇の勅旨によって奉試を受けて及第、文章得業生の代わりに設置され本来は良家の子弟しか採用されないことになっていた俊士に列せられた。天長4年（827年）常陸少目に任ぜられて官途に就く。天長5年（828年）に文章科の旧制への復帰に伴って俊士から文章得業生に転じると共に、兄弟姉妹5人と共に猪名部造姓から春澄宿禰姓に改姓している。天長7年（830年）に対策に丙第で及第。この年は淳和天皇の意向により、善縄のために内記の人員に欠員を生じさせており、対策の及第を待って、善縄は少内記に任命される。大内記を経て、天長9年（832年）には内位の従五位下に叙爵。

### 仁明朝
翌天長10年（833年）に仁明天皇が即位すると、皇太子・恒貞親王（淳和上皇の皇子）の東宮学士に任じられる。なお、恒貞親王は自己の不安定な政治的立場を幼くして自覚しており、承和5年（838年）に善縄は親王に代わって皇太子辞退の書である『辞譲之表』を執筆している。
承和9年（842年）正月に従五位上に昇叙される。同年7月に嵯峨上皇の崩御をきっかけに承和の変が発生し、恒貞親王が皇太子を廃され、東宮学士であった善縄もこれに連座して周防権守に左遷される。しかし、早くも翌承和10年（843年）には罪を赦され、文章博士に任じられて平安京に呼び戻された。
その後、皮肉にも承和の変の黒幕ともされる仁明天皇と大納言・藤原良房の信任を受けるようになる。天皇や良房に関連して、善縄は文章博士として以下活動を行っている。
- 承和11年（844年）物の怪の出現の原因について、亡者の祟りは関係ないとする嵯峨天皇の遺戒と、亡者の祟りとする卜筮の結果が矛盾して対応に苦慮する事象が発生。良房の指示を受けて、善縄と大内記・菅原是善は中国の故事を調査する。その結果、卜筮の告げる内容は信じ、君父の命令も適宜取捨すべきであり、遺戒を改めることは問題がないことを報告。朝廷はこれに従うことになった[3]。
- 承和14年（847年）清涼殿において仁明天皇に対して『荘子』『漢書』の講義を行った。荘氏の講義に対しては天皇から束脩の礼を受けた[4]。

また、文章博士として大学寮で『後漢書』を講読したが、淀みなく流れるように解釈し、諸学生による疑問をことごとく解決したという。
承和15年（848年）正五位下に叙せられる。

### 文徳朝
嘉祥3年（850年）文徳天皇即位と同時に従四位下に叙せられる。文徳朝では当初散位となるが、仁寿2年（852年）但馬守に任ぜられて以降、刑部大輔、右京大夫を歴任し、文徳朝末の天安2年（858年）には従四位上に叙される。またこの間、仁寿3年（853年）には宿禰姓から朝臣姓を授けられた。
文徳朝では以下の事績を残している。
- 嘉祥4年（851年）北殿において文徳天皇に対して『文選』の講義を行う[5]。
- 斉衡2年（855年）右大臣・藤原良房、参議・伴善男らと共に国史編纂を命じられる[6]。
- 斉衡3年（856年）文徳天皇に『晋書』を講義する[7]。

### 清和朝
貞観2年（860年）参議に任じられ公卿に列す。貞観3年（861年）式部大輔を兼ね、貞観4年（862年）正四位下に叙せられる。また、文徳朝より取り組んでいた国史編纂作業は、伴善男の応天門の変による失脚などがあって、最終的に良房と2人のみ（実際には善縄の単著）となって、貞観11年（869年）に『続日本後紀』として完成させた。
貞観12年（870年）病気により重態となる。同年2月7日にはこれまでの功労に報いるために急遽従三位に叙せられ、太政大臣・藤原良房から見舞いとして朝服が届けられた。同月19日に薨去。享年74。最終官位は参議従三位行式部大輔兼讃岐守。

## 人物
『扶桑略記』には「在朝の通儒」と評されたが、儒教や歴史のみならず、『周易』・『老子』・『荘子』の三玄の学に通じて、陰陽道に対する造詣が深かった。
紀伝道においては、菅原清公・是善父子が相次いで文章博士を務めて私に文章生と師弟関係を結び（菅家廊下）、これに反発する都良香・巨勢文雄らとの間で一種の学閥争いが生じていた。しかしながら、善縄は恬淡な人柄で、文章博士の任にあった際に文章生が私邸を訪れても、これを謝絶して学閥争いに関わることを避けたという。
物事に注意が行き届いて慎重であり、飾り気がなかった。また、自らの優れている点をもって、他人を侮るようなことはなかった。陰陽道を信じて物忌みに拘り、物怪があるごとに門を閉ざし斎禁して人を通らせないようにしたが、その頻度は月に10回ほどにも及んだ。ただし、高位に昇った後は斎忌のことはやや簡略にしたという。年老いても聡明さは増し、文章は益々美しくなった。親戚を除いては自邸に客人が訪れることも希で、酒宴が開かれることもなく家はのどかな様子であったという。

## 官歴
注記のないものは『六国史』による。
- 天長4年（827年） 3月[8]：常陸少目
- 天長5年（828年） 日付不詳：文章得業生。11月[8]：猪名部造から春澄宿禰に改姓
- 天長7年（830年） 6月：対策及第。少内記
- 天長8年（831年） 正月：大内記兼播磨少掾[8]
- 時期不詳：正六位上
- 天長9年（832年） 正月7日：従五位下
- 天長10年（833年） 3月13日：東宮学士（皇太子・恒貞親王）、大内記如元
- 承和元年（834年） 正月12日：兼摂津権介
- 承和3年（836年） 7月[8]：兼但馬介
- 承和9年（842年） 正月7日：従五位上。7月26日：周防権守
- 承和10年（843年） 2月10日：文章博士
- 承和13年（846年） 正月13日：兼備中介
- 承和14年（847年） 5月11日：見備中守
- 承和15年（848年） 正月7日：正五位下。2月14日：兼備中守
- 嘉祥3年（850年） 4月17日：従四位下
- 嘉祥4年（851年） 4月1日：出居侍従
- 仁寿2年（852年） 正月15日：但馬守
- 仁寿3年（853年） 10月11日：宿禰姓から朝臣姓に改姓
- 仁寿4年（854年） 9月23日：刑部大輔、但馬守如元
- 斉衡4年（857年） 正月14日：兼伊予守。12月9日：右京大夫
- 天安2年（858年） 正月7日：従四位上
- 貞観2年（860年） 正月16日：参議
- 貞観3年（861年） 正月13日：兼式部大輔
- 貞観4年（862年） 正月7日：正四位下
- 貞観5年（863年） 2月10日：兼播磨権守
- 貞観6年（864年） 正月16日：兼近江守
- 貞観12年（870年） 正月25日：兼讃岐守。2月7日：従三位。2月19日：薨去（参議従三位行式部大輔兼讃岐守）

## 系譜
- 父：猪名部豊雄[1]
- 母：不詳
- 妻：橘島田麻呂の娘
  - 男子：春澄具瞻[1]
  - 男子：春澄魚水[1]
  - 女子：春澄洽子[1]
  - 女子：[1]

娘の春澄洽子は掌侍・典侍を務め、父と同じ従三位に昇った。しかし、男子2人は五位に終わり、春澄氏は程なく歴史から姿を消す。しかし、員弁を本貫地とした員弁氏として、鎌倉時代に郡司となった員弁家綱、同員弁行綱の名が『吾妻鏡』に見え、猪名部神社社伝では彼らを善縄の裔としている。
後世に見える春澄氏の人物としては、寛元4年（1246年）11月10日には春澄喜縄、貞和3年（1347年）には加賀権少掾を務めた春澄花繁、応安4年（1371年）に民部省に務めた春澄光能、嘉慶元年（1387年）1月28日に甲斐少掾・春澄藤盛（内舎人）がいる。